# 10-я сапёрная армия
10-я сапёрная армия — инженерное формирование (сапёрная армия) сапёров в Вооружённых Силах СССР во время Великой Отечественной войны. 
Объединение просуществовало около 5 месяцев. Армейская периодическая печать — газета «Мужество».

## История
Объединение сформировано в октябре 1941 года в Северо-Кавказском военном округе.
Штаб армии располагался в Грозном. Армия возводила оборонительные сооружения в Орджоникидзевском крае и Чечено-Ингушской АССР на рубеже обороны по линии: Пятигорск — Грозный — Каспийское море (Минераловодский и Грозненский оборонительные обводы).
26 марта 1942 года было принято постановление Государственного Комитета Обороны (ГКО) Союза ССР № 1501 cc «О строительстве новых и восстановлении оборонительных рубежей».
Военным советам Волховского, Северо-Западного, Калининского, Западного, Брянского, Юго-Западного и Южного фронтов, 7-й армии и начальнику Главного управления оборонительного строительства Народного комиссариата обороны (ГУОС НКО) Союза ССР было поручено приступить к строительству и восстановлению оборонительных рубежей и обводов городов Тула, Воронеж, Ворошиловград, Ростов-на-Дону и Сталинград.
Этим постановлением 10-я сапёрная армия была расформирована, её бригады переданы 8-й сапёрной армии.

## Инженерные работы
Строила оборонительные сооружения на рубеже Пятигорск — Грозный — Каспийское море (Минералводческий и Грозненский оборонительные обводы).

## Состав
- управление (штаб, отделы и так далее)
- 29-я сапёрная бригада
- 30-я сапёрная бригада.

## Командование
- Старший майор госбезопасности М. М. Мальцев (ноябрь 1941 года — март 1942 года)